# نارینه آلکسانیان
نارینه کارلنی آلکسانیان (ارمنی: Նարինե Կարլենի Ալեքսանյան؛ انگلیسی: Narine Aleqsanyan؛ زادهٔ ۲۴ مهٔ ۱۹۸۲) یک بازیگر، مجری تلویزیونی اهل ارمنستان است. وی از سال ۱۹۹۲ میلادی تاکنون مشغول فعالیت بوده‌است.

## زندگی‌نامه
وی از انستیتو دولتی سینما و تئاتر ایروان فارغ‌التحصیل شده‌است. وی برندهٔ جوایزی همچون هنرمند مردمی ارمنستان (۲۰۱۶) و جایزه آرتاوازد شده‌است.

## گزیده فیلمشناسی
از فیلم و مجموعه‌هایی که وی در آن نقش آفرینی کرده‌است می‌توان به دومینو اشاره کرد.